# Обручённые
«Обручённые» или «Помолвленные» (итал. I Promessi sposi) — первый в Италии исторический роман. Опубликован в 1827 году писателем Алессандро Мандзони. Признаётся вершиной итальянской прозы эпохи романтизма, вошёл в канон Эпохи Просвещения.

## Содержание
Действие происходит в Лекко и Милане 2-й четверти XVII века. Юные Ренцо и Лучия пребывают в ожидании своей свадьбы, как в их планы вмешивается могущественный господин, желающий предотвратить венчание. Угрожая расправой, он заставляет священника отказать влюблённым в священном таинстве и вынуждает их к побегу. Они оказываются жертвами сложившихся обстоятельств и принимают решение о временном расставании. В этот период каждый из них переживает события, которые грозят им вечной разлукой. Так Лучия, будучи преследуемой этим синьором, вынуждена укрываться в монастыре, но из-за предательства её похищают и насильно увозят из этого укрытия. В своей просьбе о спасении к святой Деве она даёт обещание отказаться от свадьбы и посвятить себя служению Господу, что впоследствии и явится главной причиной разлуки. И лишь в конце произведения, пройдя через все лишения и трудности, побывав на грани смерти, влюблённые снова обретают друг друга.
На фоне этой интриги проходят гражданские восстания, борьба за власть, распространение голода и чумы и борьба народа против этих бедствий. Проблема неурожая и, как следствия, голода приводит к акциям протеста, направленным против хлебопекарен, что впоследствии влечёт за собой массовые беспорядки.

## История создания
Первое издание романа появилось уже в 1827 году, а окончательный вариант увидел свет 15 лет спустя:
- 1821—1823 — первая версия под названием Fermo e Lucia. Это название Манцони дал, находясь под впечатлением от произведения Гёте «Герман и Доротея» (нем. Hermann und Dorothea).
- 1824—1827 — вторая версия и издание под названием I Promessi Sposi в трёх томах.
- 1827—1842 — переработка и публикация окончательного варианта.

## Анализ
«Обручённые» — самое читаемое произведение итальянской литературы XIX века. В Италии издано огромное число монографий, разбирающих содержание романа и высвечивающих его отдельные аспекты. В тексте оригинала подмечена лингвистическая закономерность — чередование грамматического времени от прошедшего к настоящему времени и обратно. В эссе «Заметки на полях „Имени розы“» (1982) Умберто Эко, рассуждая о том, что такое «исторический роман», писал:

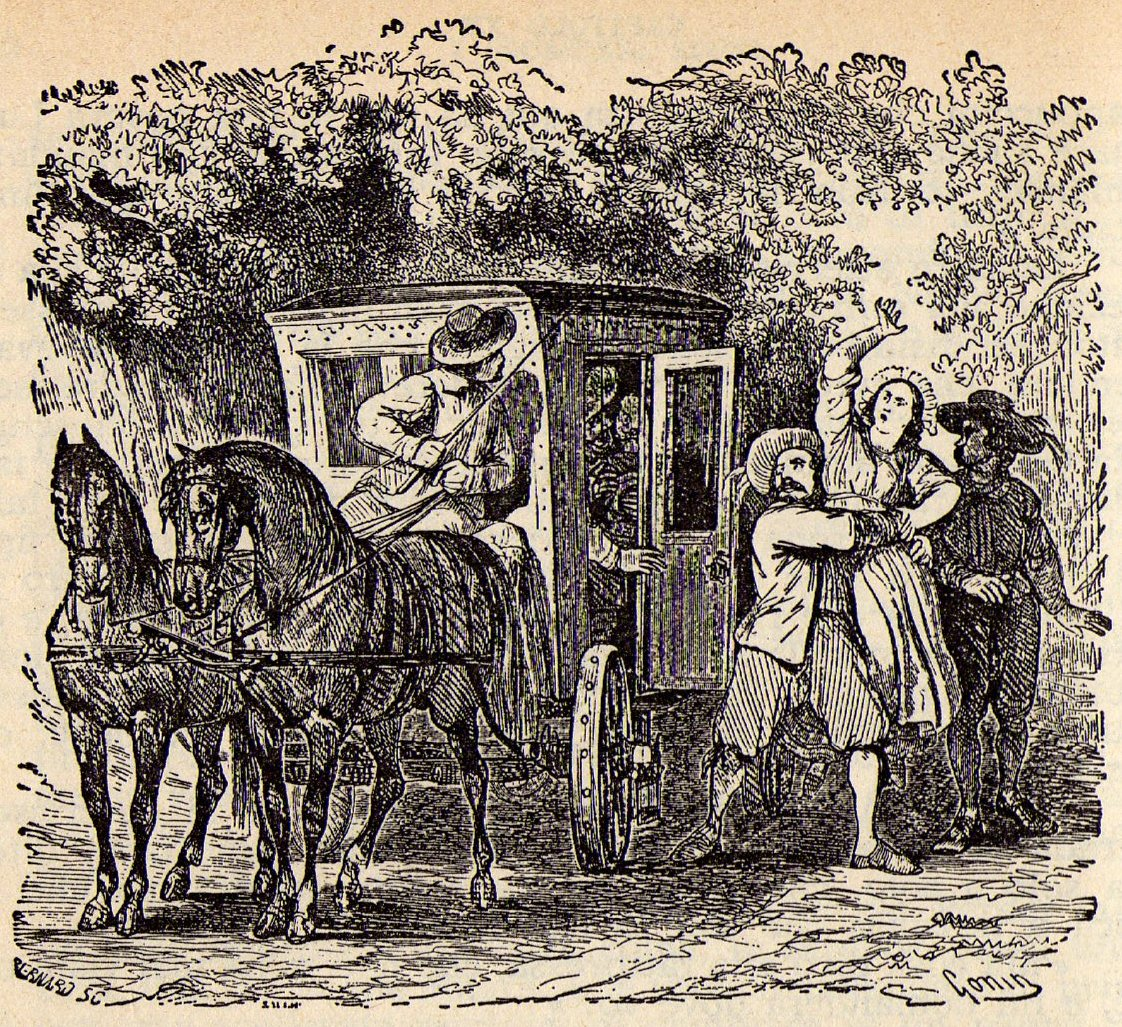
Иллюстрация ко второму изданию книги

Исторический роман… не обязательно выводит на сцену фигуры, знакомые из популярных энциклопедий. Возьмите «Обручённых». Самый известный из персонажей — кардинал Федериго. Но до Мандзони о нём слышали очень немногие. Гораздо более известен был другой Борромео — Св. Карл. Однако любое действие, совершаемое Лючией, Ренцо и братом Кристофоро, может быть совершено только в Ломбардии и только в семнадцатом веке. Все поступки героев необходимы для того, чтобы мы лучше поняли историю — поняли то, что имело место на самом деле. События и персонажи выдуманы. Но об Италии соответствующего периода они рассказывают то, что исторические книги с такой определенностью до нас просто не доносят.

## Экранизации
Имеется пять кинематографических и четыре телевизионные версии романа. Из них классическим считается фильм Марио Камерини, поставленный в 1941 году.

## Издания на русском языке
- Мандзони А. «Обручённые. Повесть из истории Милана XVII века». — М..-Л..: Academia, 1936. — 952 с.
- Мандзони А. «Обручённые. Повесть из истории Милана XVII века». — М.: Художественная литература, 1955. — 552 с. — 300 000 экз.
- Мандзони А. «Обручённые. Повесть из истории Милана XVII века». — М.: Терра, 1999. — 536 с. — (Тайны истории в романах, повестях и документах)  — ISBN 5-300-02410-4

- Мандзони А. «Обручённые». — М.: Азбука-Аттикус, Азбука, 2011. — 640 с. — (Азбука-классика (pocket-book)). — 5000 экз. — ISBN 978-5-389-02721-3.